# Deuxième circonscription du Var
La deuxième circonscription du Var est l'une des 8 circonscriptions électorales françaises que compte le département du Var (83) situé en région Provence-Alpes-Côte d'Azur.

## Description géographique et démographique

### De 1958 à 1986
La deuxième circonscription du Var  était composée de :
- Canton de Collobrières
- Canton de Fréjus
- Canton de Grimaud
- Canton d'Hyères
- Canton de Saint-Tropez
- Canton de Solliès-Pont

Source : Journal Officiel du 14-15 Octobre 1958.

### De 1988 à 2010
La deuxième circonscription du Var est délimitée par le découpage électoral de la loi no 86-1197 du 24 novembre 1986
, elle regroupe les divisions administratives suivantes : 
- canton de Toulon-2
- canton de Toulon-3
- canton de Toulon-4
- canton de Toulon-7
- canton de Toulon-9.

### Depuis 2010
Depuis le redécoupage de 2010, la deuxième circonscription du Var, est composé des cantons suivants :
- canton d'Ollioules (moins les communes de Sanary-sur-Mer et Bandol)
- canton de Toulon-2
- canton de Toulon-3
- canton de Solliès-Pont
- canton de La Valette-du-Var

| Nom                | Code Insee | Intercommunalité                       | Superficie (km2) | Population (dernière pop. légale) | Densité (hab./km2) |
| ------------------ | ---------- | -------------------------------------- | ---------------- | --------------------------------- | ------------------ |
| Belgentier         | 83017      | CC de la Vallée du Gapeau              | 13,38            | 2 387 (2022)                      | 178                |
| Évenos             | 83053      | CA Sud Sainte Baume                    | 41,95            | 2 406 (2022)                      | 57                 |
| La Farlède         | 83054      | CC de la Vallée du Gapeau              | 8,31             | 9 745 (2022)                      | 1 173              |
| La Valette-du-Var  | 83144      | Métropole Toulon-Provence-Méditerranée | 15,5             | 23 660 (2022)                     | 1 526              |
| Le Revest-les-Eaux | 83103      | Métropole Toulon-Provence-Méditerranée | 24,07            | 4 046 (2022)                      | 168                |
| Ollioules          | 83090      | Métropole Toulon-Provence-Méditerranée | 19,89            | 14 320 (2022)                     | 720                |
| Solliès-Pont       | 83130      | CC de la Vallée du Gapeau              | 17,73            | 12 210 (2022)                     | 689                |
| Solliès-Toucas     | 83131      | CC de la Vallée du Gapeau              | 30,09            | 6 087 (2022)                      | 202                |
| Solliès-Ville      | 83132      | CC de la Vallée du Gapeau              | 14,1             | 2 532 (2022)                      | 180                |
| Toulon             | 83137      | Métropole Toulon-Provence-Méditerranée | 42,84            | 180 834 (2022)                    | 4 221              |

- fraction de la commune de Toulon incluse dans la circonscription (anciens canton de Toulon-2 et canton de Toulon-3) : 63 802 habitants

D'après le recensement général de la population en 2022, réalisé par l'Institut national de la statistique et des études économiques (INSEE), la population totale de cette circonscription est estimée à 142 195 habitants,.

## Historique des députations
| Législature | Début de mandat | Fin de mandat  | Député           | Parti politique | Observations |
| ----------- | --------------- | -------------- | ---------------- | --------------- | --- |
| IXe         | 23 juin 1988    | 1er avril 1993 | Louis Colombani  | UDF             | |
| Xe          | 2 avril 1993    | 21 avril 1997  | Louis Colombani, | UDF,            | Mandat écourté à la suite d'une dissolution parlementaire décidée par Jacques Chirac.                                                      |
| XIe         | 12 juin 1997    | 18 juin 2002   | Robert Gaïa      | PS              | Conseiller municipal de Toulon |
| XIIe        | 19 juin 2002    | 19 juin 2007   | Philippe Vitel,  | UMP,            | Vice-président du Conseil général du Var (canton de Toulon-3)                                                                              |
| XIIIe       | 20 juin 2007    | 19 juin 2012   | Philippe Vitel   | UMP             | Vice-président du Conseil général du Var (canton de Toulon-3)                                                                              |
| XIVe        | 20 juin 2012    | 20 juin 2017   | Philippe Vitel   | UMP ➞ LR        | Vice-président du Conseil régional de Provence-Alpes-Côte d'Azur                                                                           |
| XVe         | 21 juin 2017    | 21 juin 2022   | Cécile Muschotti | LREM            | |
| XVIe        | 22 juin 2022    | 9 juin 2024    | Laure Lavalette  | RN              | Conseillère régionale de Provence-Alpes-Côte d'Azur Mandat écourté à la suite d'une dissolution parlementaire décidée par Emmanuel Macron. |
| XVIIe       | 8 juillet 2024  | En cours       | Laure Lavalette  | RN              | Conseillère régionale de Provence-Alpes-Côte d'Azur                                                                                        |

## Historique des élections

### Élections de 1958
| Candidat       | Candidat                | Parti          | Premier tour | Premier tour | Second tour | Second tour |  |
| Candidat       | Candidat                | Parti          | Voix         | %            | Voix        | %           |  |
| -------------- | ----------------------- | -------------- | ------------ | ------------ | ----------- | ----------- |  |
|                | René-Georges Laurin élu | UNR            | 10 502       | 23,59        | 24 730      | 54,14       |  |
|                | Noëlle Thomazo          | PCF            | 8 152        | 18,31        | 9 595       | 21          |  |
|                | Robert Aymard           | SFIO           | 7 601        | 17,08        | 11 357      | 24,86       |  |
|                | Aimé Perrimond          | CR             | 6 044        | 13,58        | Retrait     | Retrait     |  |
|                | Marius Coulomb          | CR             | 2 872        | 6,45         | Retrait     | Retrait     |  |
|                | Léon Isnard             | Radsoc         | 2 853        | 6,41         | Retrait     | Retrait     |  |
|                | Jean Sorba              | Modérés        | 2 838        | 6,38         | Retrait     | Retrait     |  |
|                | Jack Launoy             | UFF            | 1 582        | 3,55         |             |             |  |
|                | Thérèse Le Cam          | MRP            | 955          | 2,15         |             |             |  |
|                | Justin Vassas           | Modérés        | 862          | 1,94         |             |             |  |
|                | Roger Garcin            | UFF            | 253          | 0,57         |             |             |  |
|                |                         |                |              |              |             |             |  |
| Inscrits       | Inscrits                | Inscrits       | 62 610       | 100,00       | 62 592      | 100,00      |  |
| Abstentions    | Abstentions             | Abstentions    | 16 848       | 26,91        | 15 950      | 25,48       |  |
| Votants        | Votants                 | Votants        | 45 762       | 73,09        | 46 642      | 74,52       |  |
| Blancs et nuls | Blancs et nuls          | Blancs et nuls | 1 248        | 2,73         | 960         | 2,06        |  |
| Exprimés       | Exprimés                | Exprimés       | 44 514       | 97,27        | 45 682      | 97,94       |  |

Le suppléant de René-Georges Laurin était Joseph-Gustave Émeric, agriculteur-exploitant à Hyères.

### Élections de 1962
| Candidat       | Candidat                          | Parti          | Premier tour | Premier tour | Second tour | Second tour |  |
| Candidat       | Candidat                          | Parti          | Voix         | %            | Voix        | %           |  |
| -------------- | --------------------------------- | -------------- | ------------ | ------------ | ----------- | ----------- |  |
|                | René-Georges Laurin sortant réélu | UNR-UDT        | 16 326       | 38,41        | 25 032      | 61,81       |  |
|                | Paul Corrotti                     | PCF            | 9 097        | 21,4         | 15 466      | 38,19       |  |
|                | André Léotard                     | CNIP           | 8 572        | 20,17        | Retrait     | Retrait     |  |
|                | Julien Cazelles                   | SFIO           | 8 510        | 20,02        | Retrait     | Retrait     |  |
|                |                                   |                |              |              |             |             |  |
| Inscrits       | Inscrits                          | Inscrits       | 67 003       | 100,00       | 66 987      | 100,00      |  |
| Abstentions    | Abstentions                       | Abstentions    | 23 399       | 34,92        | 22 751      | 33,96       |  |
| Votants        | Votants                           | Votants        | 43 604       | 65,08        | 44 236      | 66,04       |  |
| Blancs et nuls | Blancs et nuls                    | Blancs et nuls | 1 099        | 2,52         | 3 738       | 8,45        |  |
| Exprimés       | Exprimés                          | Exprimés       | 42 505       | 97,48        | 40 498      | 91,55       |  |

Le suppléant de René-Georges Laurin était Marius Bérenguier, exploitant agricole, conseiller municipal d'Hyères.

### Élections de 1967
| Candidat       | Candidat                    | Parti          | Premier tour | Premier tour | Second tour | Second tour |  |
| Candidat       | Candidat                    | Parti          | Voix         | %            | Voix        | %           |  |
| -------------- | --------------------------- | -------------- | ------------ | ------------ | ----------- | ----------- |  |
|                | René-Georges Laurin sortant | UD-Ve          | 24 253       | 40,78        | 28 961      | 47,74       |  |
|                | Julien Cazelles élu         | FGDS (SFIO)    | 14 190       | 23,86        | 31 705      | 52,26       |  |
|                | Paul Corrotti               | PCF            | 12 106       | 20,35        | Retrait     | Retrait     |  |
|                | Jean Salusse                | CD (PDM)       | 8 931        | 15,02        | Retrait     | Retrait     |  |
|                |                             |                |              |              |             |             |  |
| Inscrits       | Inscrits                    | Inscrits       | 78 639       | 100,00       | 78 621      | 100,00      |  |
| Abstentions    | Abstentions                 | Abstentions    | 17 600       | 22,38        | 16 035      | 20,4        |  |
| Votants        | Votants                     | Votants        | 61 039       | 77,62        | 62 586      | 79,6        |  |
| Blancs et nuls | Blancs et nuls              | Blancs et nuls | 1 559        | 2,55         | 1 920       | 3,07        |  |
| Exprimés       | Exprimés                    | Exprimés       | 59 480       | 97,45        | 60 666      | 96,93       |  |

Le suppléant de Julien Cazelles était le Docteur Ernest Barbier, médecin-chef des hôpitaux d'Hyères. Ernest Barbier remplaça Julien Cazelles, décédé, du 13 mars 1968 au 30 mai 1968.

### Élections de 1968
| Candidat       | Candidat           | Parti          | Premier tour | Premier tour | Second tour | Second tour |  |
| Candidat       | Candidat           | Parti          | Voix         | %            | Voix        | %           |  |
| -------------- | ------------------ | -------------- | ------------ | ------------ | ----------- | ----------- |  |
|                | Mario Bénard élu   | UDR (URP)      | 28 466       | 46,83        | 35 295      | 58,07       |  |
|                | Paul Émeric        | FGDS (SFIO)    | 11 331       | 18,64        | 25 480      | 41,93       |  |
|                | Paul Corrotti      | PCF            | 11 304       | 18,6         | Retrait     | Retrait     |  |
|                | Guillaume Le Bigot | CD (PDM)       | 9 687        | 15,94        | Retrait     | Retrait     |  |
|                |                    |                |              |              |             |             |  |
| Inscrits       | Inscrits           | Inscrits       | 79 655       | 100,00       | 79 550      | 100,00      |  |
| Abstentions    | Abstentions        | Abstentions    | 17 873       | 22,44        | 16 929      | 21,28       |  |
| Votants        | Votants            | Votants        | 61 782       | 77,56        | 62 621      | 78,72       |  |
| Blancs et nuls | Blancs et nuls     | Blancs et nuls | 994          | 1,61         | 1 846       | 2,95        |  |
| Exprimés       | Exprimés           | Exprimés       | 60 788       | 98,39        | 60 775      | 97,05       |  |

Le suppléant de Mario Bénard était Jean Devos, RI, préparateur en pharmacie.

### Élections de 1973
| Candidat       | Candidat                   | Parti          | Premier tour | Premier tour | Second tour | Second tour |  |
| Candidat       | Candidat                   | Parti          | Voix         | %            | Voix        | %           |  |
| -------------- | -------------------------- | -------------- | ------------ | ------------ | ----------- | ----------- |  |
|                | Mario Bénard sortant réélu | UDR (URP)      | 27 223       | 37,51        | 38 393      | 51,42       |  |
|                | Alfred Max                 | PS (UGSD)      | 17 458       | 24,06        | 36 270      | 48,58       |  |
|                | Georges Caton              | PCF            | 14 448       | 19,91        | Retrait     | Retrait     |  |
|                | Léon Héritier              | CD (MR)        | 10 139       | 13,97        | Retrait     | Retrait     |  |
|                | Georges Sedbon             | Divers droite  | 1 856        | 2,56         |             |             |  |
|                | M. Duval                   | FN             | 1 448        | 2            |             |             |  |
|                |                            |                |              |              |             |             |  |
| Inscrits       | Inscrits                   | Inscrits       | 92 933       | 100,00       | 92 921      | 100,00      |  |
| Abstentions    | Abstentions                | Abstentions    | 18 647       | 20,06        | 16 111      | 17,34       |  |
| Votants        | Votants                    | Votants        | 74 286       | 79,94        | 76 810      | 82,66       |  |
| Blancs et nuls | Blancs et nuls             | Blancs et nuls | 1 714        | 2,31         | 2 147       | 2,8         |  |
| Exprimés       | Exprimés                   | Exprimés       | 72 572       | 97,69        | 74 663      | 97,2        |  |

Le suppléant de Mario Bénard était Jean Devos.

### Élections de 1978
| Candidat       | Candidat             | Parti          | Premier tour | Premier tour | Second tour | Second tour |  |
| Candidat       | Candidat             | Parti          | Voix         | %            | Voix        | %           |  |
| -------------- | -------------------- | -------------- | ------------ | ------------ | ----------- | ----------- |  |
|                | François Léotard élu | UDF (PR)       | 26 652       | 28,38        | 56 579      | 57,99       |  |
|                | Mario Bénard sortant | diss. RPR      | 22 900       | 24,39        | Retrait     | Retrait     |  |
|                | Jean-René Étienne    | PS             | 19 649       | 20,92        | 40 993      | 42,01       |  |
|                | Georges Caton        | PCF            | 16 165       | 17,21        | Retrait     | Retrait     |  |
|                | Guy Demenge          | Écologie 78    | 4 011        | 4,27         |             |             |  |
|                | Claude Collet        | LO             | 905          | 0,96         |             |             |  |
|                | Bernard Lafare       | Divers         | 874          | 0,93         |             |             |  |
|                | Henri Prévost        | PFN            | 872          | 0,93         |             |             |  |
|                | Michel Harlaut       | MDD            | 722          | 0,77         |             |             |  |
|                | Albert Peyron        | FN             | 597          | 0,64         |             |             |  |
|                | Olaf Souhami         | Divers droite  | 312          | 0,33         |             |             |  |
|                | Michel Raymond       | Divers         | 244          | 0,26         |             |             |  |
|                |                      |                |              |              |             |             |  |
| Inscrits       | Inscrits             | Inscrits       | 115 743      | 100,00       | 115 726     | 100,00      |  |
| Abstentions    | Abstentions          | Abstentions    | 20 316       | 17,55        | 16 375      | 14,15       |  |
| Votants        | Votants              | Votants        | 95 427       | 82,45        | 99 351      | 85,85       |  |
| Blancs et nuls | Blancs et nuls       | Blancs et nuls | 1 524        | 1,6          | 1 779       | 1,79        |  |
| Exprimés       | Exprimés             | Exprimés       | 93 903       | 98,4         | 97 572      | 98,21       |  |

La suppléante de François Léotard était Angèle Sorba, conseillère générale du canton d'Hyères.

### Élections de 1981
|                | François Léotard sortant réélu | UDF (PR)       | 48 508  | 53,84  |  |  |  |
|                | Patrick Glo                    | PS             | 31 724  | 35,21  |  |  |  |
|                | Rolland Martinez               | PCF            | 9 870   | 10,95  |  |  |  |
|                | Christine Jobin                | FN             | 2       | 0      |  |  |  |
|                |                                |                |         |        |  |  |  |
| Inscrits       | Inscrits                       | Inscrits       | 128 000 | 100,00 |  |  |  |
| Abstentions    | Abstentions                    | Abstentions    | 36 858  | 28,8   |  |  |  |
| Votants        | Votants                        | Votants        | 91 142  | 71,2   |  |  |  |
| Blancs et nuls | Blancs et nuls                 | Blancs et nuls | 1 038   | 1,14   |  |  |  |
| Exprimés       | Exprimés                       | Exprimés       | 90 104  | 98,86  |  |  |  |

Le suppléant de François Léotard était Joseph Sercia, directeur commercial, Hyères.

### Élections de 1988
| Candidat       | Candidat              | Parti          | Premier tour | Premier tour | Second tour | Second tour |  |
| Candidat       | Candidat              | Parti          | Voix         | %            | Voix        | %           |  |
| -------------- | --------------------- | -------------- | ------------ | ------------ | ----------- | ----------- |  |
|                | Louis Colombani élu   | UDF (PR) (URC) | 12 000       | 34,07        | 21 017      | 55,71       |  |
|                | Robert Gaïa           | PS             | 10 272       | 29,16        | 16 711      | 44,29       |  |
|                | Jean-Louis Bouguereau | FN             | 8 757        | 24,86        |             |             |  |
|                | Danielle de March     | PCF            | 4 194        | 11,91        |             |             |  |
|                |                       |                |              |              |             |             |  |
| Inscrits       | Inscrits              | Inscrits       | 57 831       | 100,00       | 57 831      | 100,00      |  |
| Abstentions    | Abstentions           | Abstentions    | 22 032       | 38,1         | 19 021      | 32,89       |  |
| Votants        | Votants               | Votants        | 35 799       | 61,9         | 38 810      | 67,11       |  |
| Blancs et nuls | Blancs et nuls        | Blancs et nuls | 576          | 1,61         | 1 082       | 2,79        |  |
| Exprimés       | Exprimés              | Exprimés       | 35 223       | 98,39        | 37 728      | 97,21       |  |

Le suppléant de Louis Colombani était Philippe Goetz, RPR, chirurgien dentiste, conseiller général, conseiller municipal de Toulon.

### Élections de 1993
| Candidat       | Candidat                        | Parti          | Premier tour | Premier tour | Second tour | Second tour |  |
| Candidat       | Candidat                        | Parti          | Voix         | %            | Voix        | %           |  |
| -------------- | ------------------------------- | -------------- | ------------ | ------------ | ----------- | ----------- |  |
|                | Louis Colombani sortant réélu   | UDF (PR)       | 11 748       | 34,29        | 17 490      | 60,72       |  |
|                | Jean-Claude Lunardelli          | FN             | 8 999        | 26,27        | 11 313      | 39,28       |  |
|                | Danielle de March               | PCF            | 3 890        | 11,36        |             |             |  |
|                | Alexandre Hory                  | MRG (ADFP)     | 3 255        | 9,5          |             |             |  |
|                | Michel Casanova                 | Les Verts (EÉ) | 2 415        | 7,05         |             |             |  |
|                | Philippe Malaud                 | CNIP           | 1 294        | 3,78         |             |             |  |
|                | André Martin                    | LT-LNÉ         | 1 169        | 3,41         |             |             |  |
|                | Georges Randon                  | MDC            | 729          | 2,13         |             |             |  |
|                | Guy de Courson de La Villeneuve | Divers droite  | 392          | 1,14         |             |             |  |
|                | Georges Missud                  | UDI            | 220          | 0,64         |             |             |  |
|                | Sabine Besse                    | Divers         | 146          | 0,43         |             |             |  |
|                |                                 |                |              |              |             |             |  |
| Inscrits       | Inscrits                        | Inscrits       | 55 789       | 100,00       | 55 789      | 100,00      |  |
| Abstentions    | Abstentions                     | Abstentions    | 19 900       | 35,67        | 21 862      | 39,19       |  |
| Votants        | Votants                         | Votants        | 35 889       | 64,33        | 33 927      | 60,81       |  |
| Blancs et nuls | Blancs et nuls                  | Blancs et nuls | 1 632        | 4,55         | 5 124       | 15,1        |  |
| Exprimés       | Exprimés                        | Exprimés       | 34 257       | 95,45        | 28 803      | 84,9        |  |

Le suppléant de Louis Colombani était Philippe Goetz.

### Élections de 1997
| Candidat       | Candidat                | Parti          | Premier tour | Premier tour | Second tour | Second tour |  |
| Candidat       | Candidat                | Parti          | Voix         | %            | Voix        | %           |  |
| -------------- | ----------------------- | -------------- | ------------ | ------------ | ----------- | ----------- |  |
|                | Jean-Claude Lunardelli  | FN             | 10 449       | 30,05        | 16 156      | 47,32       |  |
|                | Robert Gaïa élu         | PS (PRS)       | 7 241        | 20,82        | 17 988      | 52,68       |  |
|                | Louis Colombani sortant | UDF (PR)       | 5 907        | 16,99        |             |             |  |
|                | Danielle de March       | PCF            | 4 105        | 11,8         |             |             |  |
|                | Philippe Goetz          | Divers droite  | 3 129        | 9            |             |             |  |
|                | Jean-Pierre Rinaldi     | LDI (MPF)      | 928          | 2,67         |             |             |  |
|                | Renée Chelli            | GÉ             | 865          | 2,49         |             |             |  |
|                | Jean-Marc Journet       | Les Verts      | 627          | 1,8          |             |             |  |
|                | Sophie Giuli            | Divers         | 387          | 1,11         |             |             |  |
|                | Josiane Tognetti        | MÉI            | 372          | 1,07         |             |             |  |
|                | Bernard Webanck         | LT-LNÉ         | 369          | 1,06         |             |             |  |
|                | Didier Maïsto           | MDR            | 252          | 0,72         |             |             |  |
|                | Serge Tonti             | Divers droite  | 143          | 0,41         |             |             |  |
|                |                         |                |              |              |             |             |  |
| Inscrits       | Inscrits                | Inscrits       | 55 440       | 100,00       | 55 440      | 100,00      |  |
| Abstentions    | Abstentions             | Abstentions    | 19 525       | 35,22        | 17 856      | 32,21       |  |
| Votants        | Votants                 | Votants        | 35 915       | 64,78        | 37 584      | 67,79       |  |
| Blancs et nuls | Blancs et nuls          | Blancs et nuls | 1 141        | 3,18         | 3 440       | 9,15        |  |
| Exprimés       | Exprimés                | Exprimés       | 34 774       | 96,82        | 34 144      | 90,85       |  |

Le suppléant de Robert Gaïa était Bruno Maranzana, éducateur spécialisé pour adultes en difficultés d'intégration sociale et toxicomanies, Toulon.

### Élections de 2002
| Candidat       | Candidat               | Parti             | Premier tour | Premier tour | Second tour | Second tour |  |
| Candidat       | Candidat               | Parti             | Voix         | %            | Voix        | %           |  |
| -------------- | ---------------------- | ----------------- | ------------ | ------------ | ----------- | ----------- |  |
|                | Philippe Vitel élu     | UMP               | 13 003       | 41,14        | 17 108      | 61,82       |  |
|                | Robert Gaïa sortant    | PS                | 9 008        | 28,5         | 10 568      | 38,18       |  |
|                | Jean-Claude Lunardelli | FN                | 6 437        | 20,37        |             |             |  |
|                | Joseph Santini         | RPF               | 650          | 2,06         |             |             |  |
|                | Jean-Michel Ghiotto    | LO                | 387          | 1,22         |             |             |  |
|                | Nathalie Ruiz          | Divers écologiste | 387          | 1,22         |             |             |  |
|                | Geneviève Caubit       | MNR               | 330          | 1,04         |             |             |  |
|                | Pascal Cancellata      | LT-LNÉ            | 329          | 1,04         |             |             |  |
|                | Elisabeth Cerato       | CPNT              | 275          | 0,87         |             |             |  |
|                | Madya Salhi            | Pôle républicain  | 240          | 0,76         |             |             |  |
|                | Franck Servel          | PT                | 195          | 0,62         |             |             |  |
|                | Jacques Malpertuy      | MÉI               | 190          | 0,6          |             |             |  |
|                | Ludovic La Selva       | GÉ                | 142          | 0,45         |             |             |  |
|                | Raymond Fallot         | Divers            | 34           | 0,11         |             |             |  |
|                |                        |                   |              |              |             |             |  |
| Inscrits       | Inscrits               | Inscrits          | 53 402       | 100,00       | 53 402      | 100,00      |  |
| Abstentions    | Abstentions            | Abstentions       | 21 146       | 39,6         | 24 084      | 45,1        |  |
| Votants        | Votants                | Votants           | 32 256       | 60,4         | 29 318      | 54,9        |  |
| Blancs et nuls | Blancs et nuls         | Blancs et nuls    | 649          | 2,01         | 1 642       | 5,6         |  |
| Exprimés       | Exprimés               | Exprimés          | 31 607       | 97,99        | 27 676      | 94,4        |  |

Le suppléant de Philippe Vitel était Michel Caméli, adjoint au maire de Toulon.

### Élections de 2007
|                | Philippe Vitel sortant réélu | UMP            | 16 500 | 53,18  |  |  |  |
|                | Robert Gaïa                  | PS             | 6 565  | 21,16  |  |  |  |
|                | Jean-Louis Bouguereau        | FN             | 2 204  | 7,1    |  |  |  |
|                | Marika Antal-Nguyen          | UDF–MoDem      | 1 786  | 5,76   |  |  |  |
|                | Guy Rebec                    | Les Verts      | 851    | 2,74   |  |  |  |
|                | André de Ubeda               | PCF            | 808    | 2,6    |  |  |  |
|                | Fahima Laidoudi              | LCR            | 542    | 1,75   |  |  |  |
|                | Rachel Roussel               | MPF            | 469    | 1,51   |  |  |  |
|                | Josette Corbin               | MHAN           | 411    | 1,32   |  |  |  |
|                | Marc Vaucanson               | MNR            | 284    | 0,92   |  |  |  |
|                | Jean-Michel Ghiotto          | LO             | 220    | 0,71   |  |  |  |
|                | Michelle Lissillour          | Divers         | 208    | 0,67   |  |  |  |
|                | Franck Servel                | PT             | 152    | 0,49   |  |  |  |
|                | Christophe Silvente          | Divers         | 29     | 0,09   |  |  |  |
|                | Gérard Maestracci            | Divers droite  | 0      | 0      |  |  |  |
|                | Denise Fontibus              | Divers         | 0      | 0      |  |  |  |
|                |                              |                |        |        |  |  |  |
| Inscrits       | Inscrits                     | Inscrits       | 56 870 | 100,00 |  |  |  |
| Abstentions    | Abstentions                  | Abstentions    | 25 363 | 44,6   |  |  |  |
| Votants        | Votants                      | Votants        | 31 507 | 55,4   |  |  |  |
| Blancs et nuls | Blancs et nuls               | Blancs et nuls | 478    | 1,52   |  |  |  |
| Exprimés       | Exprimés                     | Exprimés       | 31 029 | 98,48  |  |  |  |

### Élections de 2012
| Candidat       | Candidat                     | Parti          | Premier tour | Premier tour | Second tour | Second tour |  |
| Candidat       | Candidat                     | Parti          | Voix         | %            | Voix        | %           |  |
| -------------- | ---------------------------- | -------------- | ------------ | ------------ | ----------- | ----------- |  |
|                | Philippe Vitel sortant réélu | UMP            | 16 934       | 35,28        | 19 409      | 40,13       |  |
|                | Mireille Peirano             | PS             | 14 461       | 30,13        | 18 329      | 37,89       |  |
|                | Jean-Yves Waquet             | FN             | 11 650       | 24,27        | 10 633      | 21,98       |  |
|                | Luc Léandri                  | FG (PG)        | 2 543        | 5,30         |             |             |  |
|                | Olivier Lesage               | AÉI            | 999          | 2,08         |             |             |  |
|                | Nicolas Lapeyre              | LT-LNÉ         | 621          | 1,29         |             |             |  |
|                | Anna Rallo                   | MoDem          | 607          | 1,26         |             |             |  |
|                | Renée Defrance               | LO             | 178          | 0,37         |             |             |  |
|                |                              |                |              |              |             |             |  |
| Inscrits       | Inscrits                     | Inscrits       | 87 294       | 100,00       | 87 294      | 100,00      |  |
| Abstentions    | Abstentions                  | Abstentions    | 38 712       | 44,35        | 38 235      | 43,8        |  |
| Votants        | Votants                      | Votants        | 48 582       | 55,65        | 49 059      | 56,2        |  |
| Blancs et nuls | Blancs et nuls               | Blancs et nuls | 589          | 1,21         | 688         | 1,4         |  |
| Exprimés       | Exprimés                     | Exprimés       | 47 993       | 98,79        | 48 371      | 98,6        |  |

### Élections de 2017
|                                                                     |                                                                                         |                           |                           |                          |                          |
|                                                                     |                                                                                         | Premier tour 11 juin 2017 | Premier tour 11 juin 2017 | Second tour 18 juin 2017 | Second tour 18 juin 2017 |
|                                                                     |                                                                                         |                           |                           |                          |                          |
|                                                                     |                                                                                         | Nombre                    | % des inscrits            | Nombre                   | % des inscrits           |
| Inscrits                                                            | Inscrits                                                                                | 90 542                    | 100,00                    | 90 541                   | 100,00                   |
| Abstentions                                                         | Abstentions                                                                             | 49 832                    | 55,04                     | 55 427                   | 61,22                    |
| Votants                                                             | Votants                                                                                 | 40 710                    | 44,96                     | 35 114                   | 38,78                    |
|                                                                     |                                                                                         |                           | % des votants             |                          | % des votants            |
| Bulletins blancs                                                    | Bulletins blancs                                                                        | 587                       | 1,44                      | 2 396                    | 6,82                     |
| Bulletins nuls                                                      | Bulletins nuls                                                                          | 207                       | 0,51                      | 706                      | 2,01                     |
| Suffrages exprimés                                                  | Suffrages exprimés                                                                      | 39 916                    | 98,05                     | 32 012                   | 91,17                    |
|                                                                     |                                                                                         |                           |                           |                          |                          |
| Candidat Étiquette politique (partis et alliances)                  | Candidat Étiquette politique (partis et alliances)                                      | Voix                      | % des exprimés            | Voix                     | % des exprimés           |
|                                                                     |                                                                                         |                           |                           |                          |                          |
|                                                                     | Cécile Muschotti La République en marche                                                | 13 455                    | 33,71                     | 18 334                   | 57,27                    |
|                                                                     | Rachel Roussel Front national                                                           | 9 350                     | 23,42                     | 13 678                   | 42,73                    |
|                                                                     | Philippe Vitel (député sortant) Les Républicains (Union des démocrates et indépendants) | 7 678                     | 19,24                     |                          |                          |
|                                                                     | Michel Lagréca La France insoumise                                                      | 4 247                     | 10,64                     |                          |                          |
|                                                                     | Guy Rebec Europe Écologie Les Verts                                                     | 1 146                     | 2,87                      |                          |                          |
|                                                                     | Marie-Reine Zimmermann Debout la France                                                 | 905                       | 2,27                      |                          |                          |
|                                                                     | Alain Bolla Parti communiste français                                                   | 867                       | 2,17                      |                          |                          |
|                                                                     | Laurence Luccioni Confédération pour l'homme, l'animal et la planète                    | 783                       | 1,96                      |                          |                          |
|                                                                     | Jean-Claude Goni Divers                                                                 | 377                       | 0,94                      |                          |                          |
|                                                                     | Anaïs Enguerand Parti du vote blanc                                                     | 269                       | 0,67                      |                          |                          |
|                                                                     | Aleth Mareschal de Charentenay Parti chrétien-démocrate                                 | 267                       | 0,67                      |                          |                          |
|                                                                     | Jean-Michel Ghiotto Lutte ouvrière                                                      | 202                       | 0,51                      |                          |                          |
|                                                                     | Maurice Aeply Union populaire républicaine                                              | 193                       | 0,48                      |                          |                          |
|                                                                     | Roseline Lafitte-Videau Nouvelle Donne                                                  | 177                       | 0,44                      |                          |                          |
| Source : Ministère de l'Intérieur - Deuxième circonscription du Var |                                                                                         |                           |                           |                          |                          |

### Élections de 2022
|                                                    |                                                                                   |                           |                           |                          |                          |
|                                                    |                                                                                   | Premier tour 12 juin 2022 | Premier tour 12 juin 2022 | Second tour 19 juin 2022 | Second tour 19 juin 2022 |
|                                                    |                                                                                   |                           |                           |                          |                          |
|                                                    |                                                                                   | Nombre                    | % des inscrits            | Nombre                   | % des inscrits           |
| Inscrits                                           | Inscrits                                                                          | 92 500                    | 100                       | 92 512                   | 100                      |
| Abstentions                                        | Abstentions                                                                       | 50 866                    | 54,99                     | 51 841                   | 56,04                    |
| Votants                                            | Votants                                                                           | 41 634                    | 41,634                    | 40 671                   | 43,96                    |
|                                                    |                                                                                   |                           | % des votants             |                          | % des votants            |
| Bulletins blancs                                   | Bulletins blancs                                                                  | 634                       | 1,52                      | 1837                     | 4,52                     |
| Bulletins nuls                                     | Bulletins nuls                                                                    | 182                       | 0,44                      | 574                      | 1,41                     |
| Suffrages exprimés                                 | Suffrages exprimés                                                                | 40 818                    | 98,04                     | 38 260                   | 94,07                    |
|                                                    |                                                                                   |                           |                           |                          |                          |
| Candidat Étiquette politique (partis et alliances) | Candidat Étiquette politique (partis et alliances)                                | Voix                      | % des exprimés            | Voix                     | % des exprimés           |
|                                                    |                                                                                   |                           |                           |                          |                          |
|                                                    | Laure Lavalette Rassemblement national                                            | 12 595                    | 30,86                     | 19 756                   | 51,64                    |
|                                                    | Ange Musso Ensemble                                                               | 11 203                    | 27,45                     | 18 504                   | 48,36                    |
|                                                    | Isaline Cornil Nouvelle Union populaire écologique et sociale La France insoumise | 7 311                     | 17,91                     |                          |                          |
|                                                    | Aline Bertrand Reconquête                                                         | 3 252                     | 7,97                      |                          |                          |
|                                                    | Julien Argento Les Républicains                                                   | 2 566                     | 6,29                      |                          |                          |
|                                                    | Alexandra Perreto Écologie au centre                                              | 722                       | 1,77                      |                          |                          |
|                                                    | Laurent Boissin Écologistes                                                       | 637                       | 1,56                      |                          |                          |
|                                                    | Pierre Blanc Parti animaliste                                                     | 599                       | 1,47                      |                          |                          |
|                                                    | Myriam Fournier Les Patriotes                                                     | 500                       | 1,22                      |                          |                          |
|                                                    | Alexandre Juving-Brunet Le Peuple de France                                       | 484                       | 1,19                      |                          |                          |
|                                                    | Jean-Claude Goni Sans étiquette                                                   | 400                       | 0,98                      |                          |                          |
|                                                    | Claire Gago-Chidaine Régionalistes                                                | 286                       | 0,70                      |                          |                          |
|                                                    | Jean-Michel Ghiotto Lutte ouvrière                                                | 266                       | 0,64                      |                          |                          |

### Élections de 2024
| Candidat                 | Candidat                 | Parti et coalition       | Nuances                  | Premier tour | Premier tour |
| Candidat                 | Candidat                 | Parti et coalition       | Nuances                  | Voix         | %            |
| ------------------------ | ------------------------ | ------------------------ | ------------------------ | ------------ | ------------ |
|                          | Laure Lavalette          | RN                       | RN                       | 30 551       | 50,81        |
|                          | Josy Chambon             | HOR (ENS)                | ENS                      | 13 061       | 21,72        |
|                          | Isaline Cornil           | POI (NFP)                | UG                       | 11 613       | 19,31        |
|                          | Olivier Lesage           | EAC                      | ECO                      | 2 500        | 4,16         |
|                          | Julia Bonnefoy           | REC                      | REC                      | 1 506        | 2,50         |
|                          | Jean Michel Ghiotto      | LO                       | EXG                      | 493          | 0,82         |
|                          | Florian Fimbel           | CNB                      | DIV                      | 405          | 0,67         |
|                          |                          |                          |                          |              |              |
| Votes valides            | Votes valides            | Votes valides            | Votes valides            | 60 129       | 97,60        |
| Votes blancs             | Votes blancs             | Votes blancs             | Votes blancs             | 1 042        | 1,69         |
| Votes nuls               | Votes nuls               | Votes nuls               | Votes nuls               | 436          | 0,71         |
| Total                    | Total                    | Total                    | Total                    | 61 607       | 100          |
| Abstention               | Abstention               | Abstention               | Abstention               | 31 212       | 33,63        |
| Inscrits / participation | Inscrits / participation | Inscrits / participation | Inscrits / participation | 92 819       | 66,37        |